# Arış
Arış est un village d'Azerbaïdjan situé dans le raion de Fizouli.
Situé à 6 km au sud-ouest de Fizouli, le village est occupé à partir de 1993 par les forces arméniennes après la guerre du Haut-Karabagh. La population azerbaïdjanaise est expulsée et le village est intégré dans la région d'Askeran au sein de la république du Haut-Karabagh. En octobre 2020, il est repris par les Azerbaïdjanais lors de la seconde guerre du Haut-Karabagh.